# Comuna Koșlanî, Orativ
Koșlanî (în ucraineană Кошлани) este o comună în raionul Orativ, regiunea Vinnița, Ucraina, formată din satele Dibrovînți și Koșlanî (reședința).

## Demografie
Componența lingvistică a satului Koșlanî
     Ucraineană (99,28%)
     Alte limbi (0,6%)
Conform recensământului din 2001, majoritatea populației satului Koșlanî era vorbitoare de ucraineană (99,28%), existând în minoritate și vorbitori de alte limbi.